# Miodu
Miodu właśc. Tomasz Mioduszewski (ur. 18 listopada 1984 w Radomiu) − polski wokalista i autor tekstów.

## Życiorys
Początkowo udzielał się w hardcore'owych zespołach, gdzie śpiewał oraz grał na gitarze. W 1999 wraz ze studentem akademii jazzowej, basistą i producentem Łukaszem Borowieckim założył zespół Jamal, który powstał w związku z fascynacją duetu hip-hopem. W późniejszym czasie Miodu powołał do życia razem z wieloma innymi osobami skład Le Illjah. Również od tego zdarzenia artysta zaczął poznawać muzykę reggae i raggamuffin.
W 2005 po wielu koncertach z Le Illjah duet Jamal wydał debiutancki album pt. Rewolucje. W tamtym też czasie w planach było wydanie płyty Le Illjah, jednak z powodu nieporozumień Miodu odszedł z zespołu. Po jakimś czasie wydawnictwo radomskiego duetu zaczęło zyskiwać dużą popularność, m.in. przez utwory „Policeman” czy „Kiedyś będzie nas więcej”. Jamal pojawił się w ten sposób na polskiej scenie reggae i dancehall.
Po odejściu z zespołu Łukasza Borowieckiego Miodu zdecydował się na pójście inną drogą razem z Frenchmanem oraz muzykami powiązanymi z Tumbao Riddim Band oraz Managgą, co wiąże się z wprowadzeniem na polskie realia świeżych pomysłów dotyczących muzyki oraz wydaniem drugiego albumu grupy Jamal pt. Urban Discotheque. Po odejściu z zespołu Frenchmana został ponownie jedynym wokalistą.

## Życie prywatne
10 marca 2012, tuż przed planowanym koncertem w krakowskim klubie Kwadrat, wraz z innymi członkami zespołu Jamal został zatrzymany przez policję w związku z podejrzeniem o posiadanie marihuany.

## Dyskografia
| Album                                                                 | Rok  | Utwór                                                                                   | Źródło |
| --------------------------------------------------------------------- | ---- | --------------------------------------------------------------------------------------- | ------ |
| USPM – Wielki mały człowiek                                           | 2004 | „Sekret” (gościnnie: Miodu)                                                             | [ 3 ]  |
| Juras, Wigor – Wysokie loty                                           | 2005 | „To zbyt piękne” (gościnnie: Miodu)                                                     | [ 4 ]  |
| Hardkorowe Brzmienie – Mamy to co chcemy                              | 2006 | „Blanż de blanż” (gościnnie: Miodu)                                                     | [ 5 ]  |
| EastWest Rockers – Ciężkie czasy                                      | 2006 | „Transparenty” (gościnnie: Miodu)                                                       | [ 6 ]  |
| Normano – W słusznej sprawie                                          | 2007 | „Pozwólcie nam” (gościnnie: Sabot, Mercedresu, Fu, Miodu)                               | [ 7 ]  |
| Killaz Group – Operacja kocia karma                                   | 2007 | „Dla ulic” (gościnnie: Miodu) ”Karma” (gościnnie: Miodu)                                | [ 8 ]  |
| Tede, DJ Macu – Wypijmy za blendy 2: wypijmy za błędy (Mixtape vol.2) | 2007 | „Hardkorowe brzmienie – blanż de blanż” (Blend) (gościnnie: Miodu)                      | [ 9 ]  |
| Familia H.P. – Soundsystem                                            | 2007 | „Kuloodporni / Bulletproof” (gościnnie: Miodu, Afu-Ra)                                  | [ 10 ] |
| Mor W.A. – Uliczne Esperanto                                          | 2007 | „O ludziach dla ludzi” (gościnnie: Miodu)                                               | [ 11 ] |
| Onar – Pod prąd                                                       | 2007 | „Niezwykły sen” (gościnnie: Miodu)                                                      | [ 12 ] |
| Dźwięku Częstotliwość – 25 Minut (EP)                                 | 2008 | „Niesprawdzone pokolenie” (gościnnie: Miodu, Kotzi)                                     | [ 13 ] |
| Dixon37 – Lot na całe życie                                           | 2008 | „Bliżej niż myślisz” (gościnnie: Miodu, Włodi)                                          | [ 14 ] |
| Pih – Kwiaty zła                                                      | 2008 | „Dobry wieczór Polska” (gościnnie: Miodu) „Echo” (Uśmiech Przez Łzy) (gościnnie: Miodu) | [ 15 ] |
| Fatum Crew – Do przodu stale                                          | 2009 | „W każdym zakątku świata” (gościnnie: Miodu)                                            | [ 16 ] |
| Rap propaganja vol.2 – Diss na rząd (kompilacja)                      | 2009 | Grubson, Ras Luta, Miodu, Mesajah – „Babilon szuka”                                     | [ 17 ] |
| Fabuła – Dzieło sztuki                                                | 2009 | „Życzenie śmierci” (gościnnie: Miodu, Pih, Ero, Ten Typ Mes)                            | [ 18 ] |
| PaXon – PaXtape Vol. 1                                                | 2009 | „Babilon szuka ganji” (gościnnie: Miodu, Ras Luta, Mesajah)                             | [ 19 ] |
| Ras Luta – W Babilonie                                                | 2009 | „Babilon szuka ganji” (gościnnie: Miodu)                                                | [ 20 ] |
| Dezinte – Stary świat mixtape                                         | 2009 | „Ten teren (2006)” (gościnnie: Dwaku, Jano, Miodu)                                      | [ 21 ] |
| DonGURALesko – Totem leśnych ludzi                                    | 2010 | „Goryl” (gościnnie: Waldemar Kasta, Miodu, Grubson)                                     | [ 22 ] |
| Brothers Project – Mixtape Vol. 1                                     | 2010 | „Życzenia śmierci Remix” (gościnnie: Fabuła, Miodu, Pih, Ero, Ten Typ Mes)              | [ 23 ] |
| PTP – Wybuchowa receptura                                             | 2010 | „Poza kontrolą” (gościnnie: Miodu)                                                      | [ 24 ] |
| DonGURALesko – Zaklinacz deszczu                                      | 2011 | „Mikrokosmos” (gościnnie: Miodu)                                                        | [ 25 ] |
| Pih – Dowód rzeczowy nr 2                                             | 2011 | „Autostradą donikąd” (gościnnie: Miodu)                                                 | [ 26 ] |
| Mor W.A. – Reedycja 2000–2012                                         | 2012 | „Bez pośpiechu” (Voodoo Production Remix) (gościnnie: Miodu)                            | [ 27 ] |
| Czarny HIFI – Niedopowiedzenia                                        | 2012 | „Weryfikuj fakty” (gościnnie: Miodu)                                                    | [ 28 ] |
| Wice Wersa – O niebo więcej                                           | 2012 | "Oto ja" (gościnnie: Miodu)                                                             | [ 29 ] |
| Dixon37 – O.Z.N.Z. (Od zawsze na zawsze)                              | 2013 | "WNM2" (gościnnie: Miodu)                                                               | [ 30 ] |
| TZWM – Archiwum                                                       | 2014 | „Co cię dzieje wokół 2005” (gościnnie: Wigor, Miodu)                                    | [ 31 ] |

## Teledyski
| Tytuł                                                                                       | Rok  | Reżyseria                     | Album                                   | Źródło |
| ------------------------------------------------------------------------------------------- | ---- | ----------------------------- | --------------------------------------- | ------ |
| Juras, Wigor – „To zbyt piękne” (gościnnie: Miodu)                                          | 2005 | —                             | Wysokie loty                            | [ 32 ] |
| TZWM – „Co się dzieje wokół” (gościnnie: Wigor, Miodu)                                      | 2006 | —                             | —                                       | [ 33 ] |
| StoPro Banda (Peja, Kaczor, Gural, Pih, Borixon, Kajman, Sobota, Miodu) – „StoProcent Tour” | 2007 | Filip Tymczyszyn              | —                                       | [ 34 ] |
| Killaz Group – „Karma” (gościnnie: Miodu)                                                   | 2007 | GCM                           | Operacja Kocia Karma                    | [ 35 ] |
| Familia H.P. – „Kuloodporni/Bulletproof” (gościnnie: Afu-Ra, Miodu)                         | 2007 | Grupa 13                      | Soundsystem                             | [ 36 ] |
| Kali, Juras, WARD, Pono, Jedker, Dragon Davy, Miodu – „Deszczu Strugi Mix”                  | 2008 | —                             | Promo-mix Prosto Mixtape Deszczu Strugi | [ 37 ] |
| Onar – „Niezwykły sen” (gościnnie: Miodu)                                                   | 2008 | —                             | Pod prąd                                | [ 38 ] |
| Peny – „Lepiej zasnąć” (gościnnie: Filia, Pih, Miodu)                                       | 2008 | Dwaem                         | —                                       | [ 39 ] |
| Fabuła – „Życzenie śmierci” (gościnnie: Pih, Ero, Mes, Miodu)                               | 2009 | Piotr Ograbek                 | Dzieło sztuki                           | [ 40 ] |
| Pih – „Dobry wieczór Polska” (gościnnie: Miodu)                                             | 2009 | Filip Tymczyszyn              | Kwiaty zła                              | [ 41 ] |
| Fatum Crew – „W każdym zakątku świata” (gościnnie: Miodu)                                   | 2009 | Endorfina Art Media           | Do przodu stale                         | [ 42 ] |
| Krzyhu – „Granice wyobraźni” (gościnnie: Miodu)                                             | 2011 | —                             | Zeszyt outsidera                        | [ 43 ] |
| donGURALesko – „Toczy się” (gościnnie: Miodu)                                               | 2011 | Wendland Films, Bugar Design! | Zaklinacz deszczu                       | [ 44 ] |
| Wice Wersa – „Oto ja” (gościnnie: Miodu)                                                    | 2012 | Dirt Video                    | O niebo więcej                          | [ 45 ] |
| Dixon37 – „Bliżej niż myślisz” (gościnnie: Włodi, Miodu)                                    | 2013 | ML Filmz                      | Lot na całe życie                       | [ 46 ] |